# رهگیری تماس

ردیابی تماس برای یافتن تمامی تماس‌ها با مورد تأییدشده و به‌منظور آزمایش یا پایش آن‌ها در زمینهٔ آلودگی به‌کار می‌رود. هدف از این عمل، متوقف کردن انتشار بیماری از طریق پیدا کردن و قرنطینه‌کردن موارد آلوده است.

در بهداشت عمومی، ردیابی تماس فرایند شناسایی افرادی است که ممکن است با فرد آلوده تماس داشته باشند ("افراد در تماس") و جمع‌آوری اطلاعات بعدی در مورد این تماس‌ها در مرحله بعدی می‌باشد. بهداشت عمومی با رهگیری افراد در تماس با افراد آلوده، آزمایش آن‌ها برای عفونت، جداسازی یا معالجه افراد آلوده و در پی آن رهگیری افراد در تماس با آن‌ها به دنبال کاهش عفونت در جامعه است. بیماری‌هایی که رهگیری تماس برای آن‌ها معمولاً انجام می‌شود شامل این موارد است: سل، عفونت‌های قابل پیشگیری از واکسن مانند سرخک، عفونت‌های مقاربتی (از جمله HIV)، عفونت‌های قابل انتقال از خون، ابولا، برخی از عفونت‌های جدی باکتریایی و عفونت‌های ویروس‌های تازه شناخته‌شده (مثل SARS-CoV، H1N1 و SARS-CoV-2). اهداف رهگیری تماس عبارتند از:
- توقف انتقال درحال پیشروی و کاهش شیوع عفونت
- هشدار به افراد در تماس در مورد احتمال عفونت و ارائه خدمات پیشگیرانه یا مراقبت‌های پیشگیری کننده
- پیشنهاد راه‌های تشخیص، مشاوره و درمان به افراد هم‌اکنون آلوده
- جلوگیری از عفونت دوباره بیمار مبتلا در صورتی که عفونت قابل درمان باشد
- آگاهی از همه‌گیرشناسی یک بیماری در یک جمعیت خاص